# Rhagadochir malkini
Rhagadochir malkini är en insektsart som beskrevs av Ross 1952. Rhagadochir malkini ingår i släktet Rhagadochir och familjen Archembiidae. Inga underarter finns listade.